# Calamus inermis
Calamus inermis là loài thực vật có hoa thuộc họ Arecaceae. Loài này được S.J.Pei & S.Y.Chen mô tả khoa học đầu tiên năm 1989.